# Viktor Kovačić

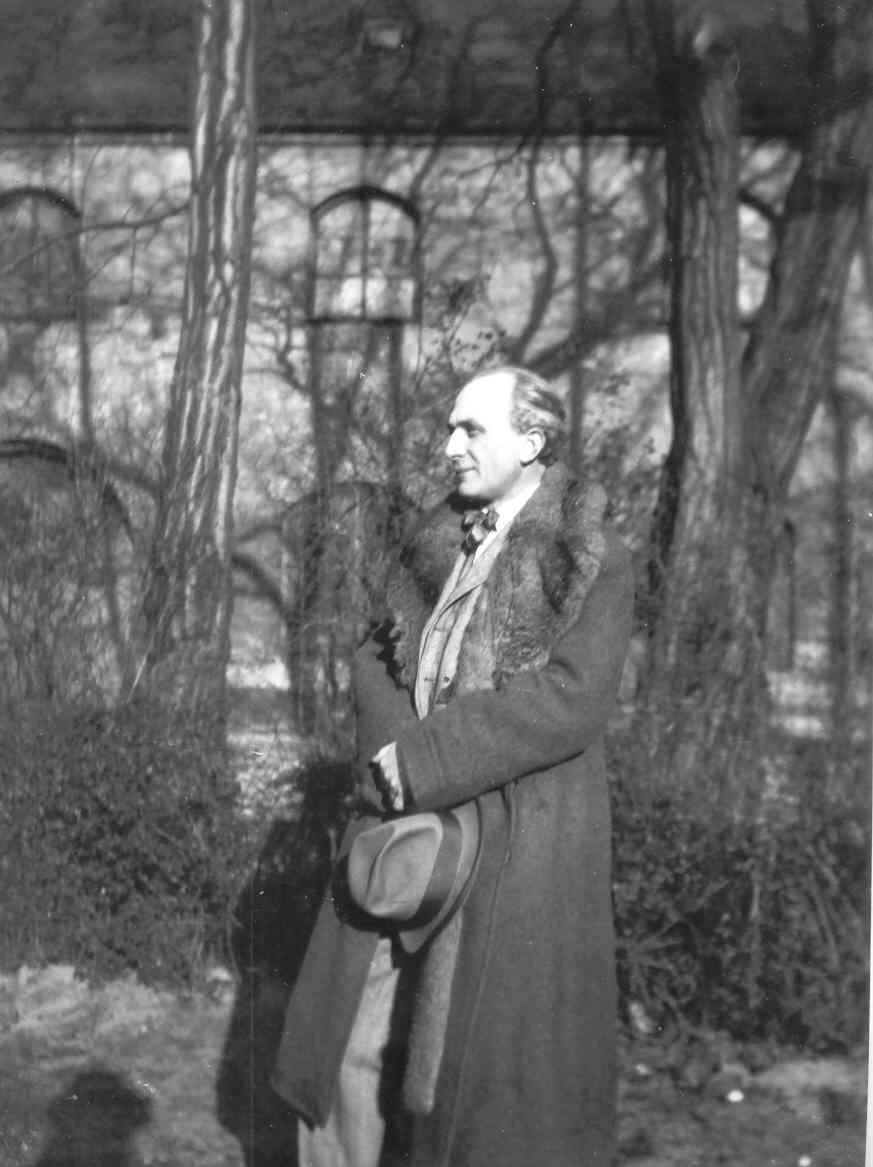
Viktor Kovačić (1922)

Viktor Kovačić (* 28. August 1874 in Ločendol (Zerowetz) nahe Rogaška Slatina (heute Slowenien); † 21. Oktober 1924 in Zagreb) war ein jugoslawischer Architekt, der oft der „Vater der modernen kroatischen Architektur“ genannt wird.

## Leben
Nach dem Schulabschluss in Graz 1891 kam er nach Zagreb, wo er eine Lehre in lokalen Konstruktionsbüros bei Hermann Bollé machte. Er studierte an der Akademie der Bildenden Künste in Wien und eröffnete 1899 ein Studio in Zagreb. Im Jahr 1906 begründete er den Verband der kroatischen Architekten mit. Ab 1920 arbeitete er an der Technischen Fachhochschule Zagreb, seit 1922 als Professor. Kovačić starb 1924 in Zagreb.

## Werk

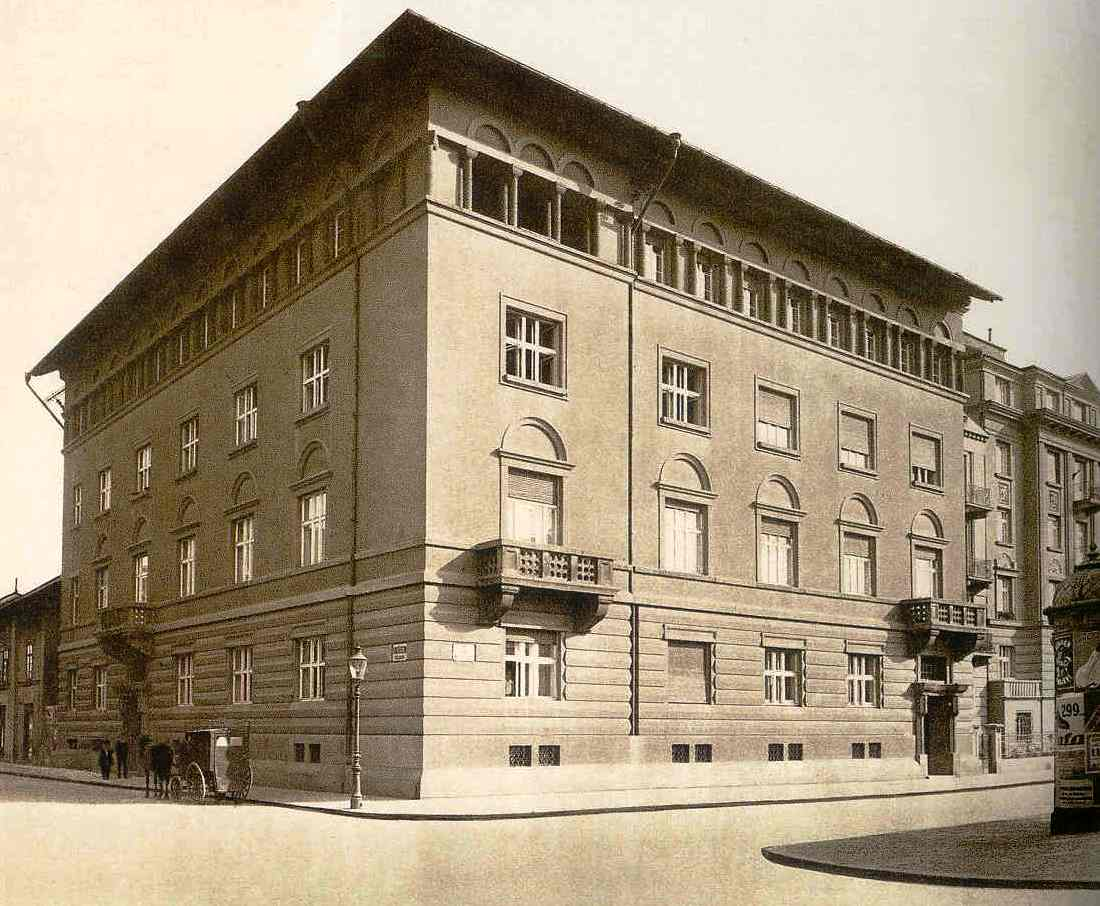
Frank Haus (1913–1914)

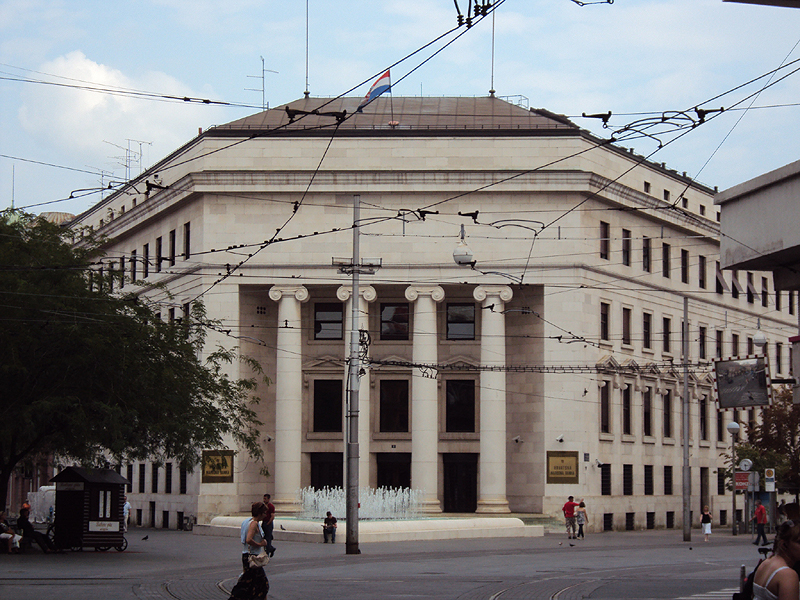
Kroatische Nationalbank (HNB) in Zagreb, von Viktor Kovačić 1924

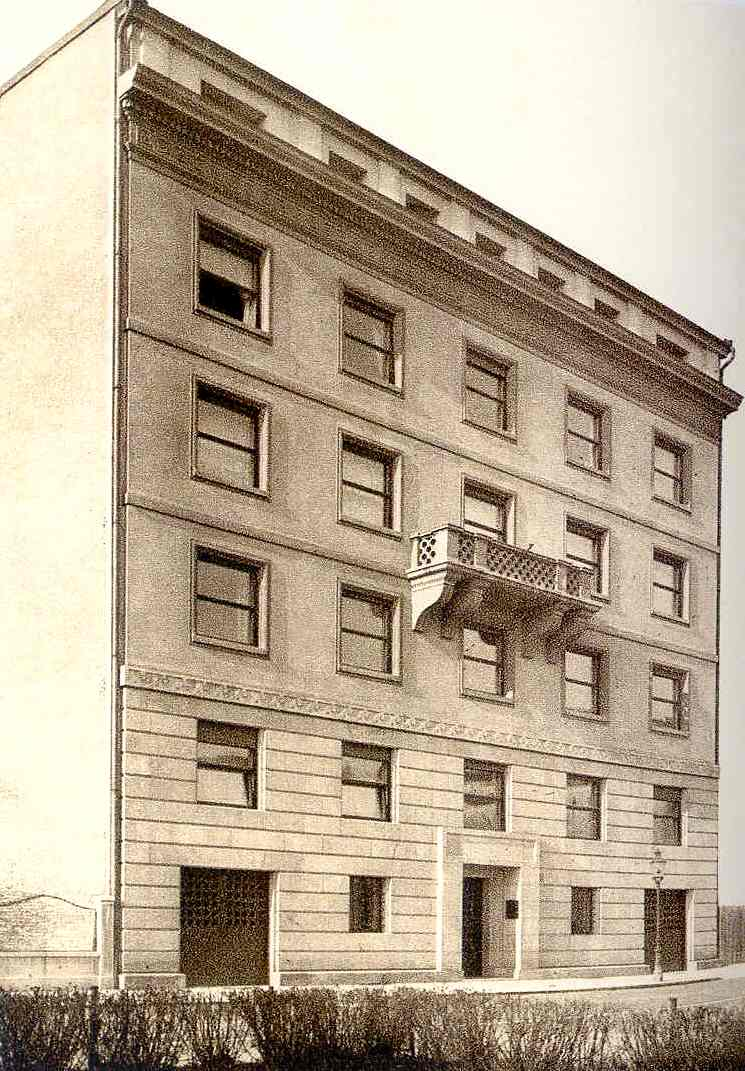
Slaveks Haus (1920)

Die moderne kroatische Architektur wurde durch Viktor Kovačić begründet, der zuerst gegen den Historismus auftrat und eine Idee der Moderne vertrat, die individuell, praktisch und komfortabel war. Seine Zagreber Architekturschule ab den 1930er Jahren wurde weltweit bekannt, weil sie funktionalistische mit organischen Motiven verband. Ein Schüler ist Ivan Zemljak. Ein Beispiel ist der Börsenpalast in Zagreb 1924. Slaveks Haus, Svačićev Platz 13, baute er 1920.
Die wichtigsten Werke in Zagrab sind: 
- Sankt Blasius-Kirche (1910–1913)
- Börse (1923–1927), heute Kroatische Nationalbank
- Villa Frangeš (1910–1911)[1]
- Frank Haus, Mažuranićev trg 1, (1913–1914)
- Weiterentwicklung des Jesuitenhofs mit Hugo Ehrlich
- Villa Frölich (1919–1920)
- Slaveks Haus (1920)[2]

## Erbe
Nach dem Zweiten Weltkrieg wurde der Preis für die Lebensleistung der Architekten in Kroatien nach „Viktor Kovačić“ benannt. Seine Werkstatt in der Masarykstraße 21 gehört zum Stadtmuseum Zagreb.

## Einzelbelege
1. ↑  Nina Gazivoda: The Interior of Villa Frangeš. In: Peristil : zbornik radova za povijest umjetnosti. Band 47, Nr. 1, 15. Dezember 2004, ISSN 0553-6707, S. 115–133 (srce.hr [abgerufen am 27. September 2023]).
2. ↑  OMNIA - House Slaveks, Zagreb, Svačić square. Abgerufen am 27. September 2023.

| Personendaten    | Personendaten            |
| ---------------- | ------------------------ |
| NAME             | Kovačić, Viktor          |
| KURZBESCHREIBUNG | jugoslawischer Architekt |
| GEBURTSDATUM     | 28. August 1874          |
| GEBURTSORT       | Cerovec pod Bočem        |
| STERBEDATUM      | 21. Oktober 1924         |
| STERBEORT        | Zagreb                   |